# Прейзинг, Конрад фон
Граф Иоганн Конрад Мария Августин Феликс фон Прейзинг Лихтенег-Мосс (нем. Johann Konrad Maria Augustin Felix Graf von Preysing Lichtenegg-Moos; 30 августа 1880, замок Кронвинкль, Королевство Бавария — 21 декабря 1950, Западный Берлин, ФРГ) — немецкий кардинал. Епископ Айхштета с 9 сентября 1932 по 5 июля 1935. Епископ Берлина с 5 июля 1935 по 21 декабря 1950. Кардинал-священник с 18 февраля 1946, с титулом церкви Сант-Агата-деи-Готи с 22 февраля 1946.